# Тимофіївка лучна
Тимофі́ївка лучна́ (Phléum praténse L.) — багаторічна трав'яниста рослина з роду тимофіївка (Phleum) родини тонконогові (Poaceae).
Ненаукова назва рослини (укр. тимофіївка, англ. Timothy-grass, нім. Timotheegras, пол. tymotka), ймовірно пов'язана з ім'ям американського агронома Тімоті (Тимофія) Генсона (англ. Timothy Hanson), який першим звернув увагу на високі кормові якості цієї трави й інтродукував її з Нової Англії в південні штати на початку XVIII ст..

## Поширення та екологія
Ареал охоплює більшість Європи, за винятком середземноморського регіону, Північну Африку, Азію (крім тропічних районів). В Північну Америку та Австралію вид було занесено. В Україні поширений на всій території, особливо на Поліссі, в Лісостепу, Карпатах, Гірському Криму, в степу трапляється менше. Росте на лугах, лісових галявинах, вирубках, в розріджених лісах.
Мезофіт, добре витримує короткотривале затоплення талими водами (до 40 днів). Зимо- і морозостійка, але малопосухостійка. Росте на основних типах ґрунтів лісової і лісостепової зон.

## Ботанічний опис
Багаторічна нещільнокущова верхова пізньостигла яра злакова рослина 80-150 см заввишки із добре облистненими пагонами. Коренева система мичкувата, розгалужена із тонкими коренями, проникає на глибину 80-100 см. Стебла прямі, порожнисті, з 5-7 листками на генеративних і 5-15 листками на вегетативних пагонах. Листки плоскі до 1 см завширшки і 45 см завдовжки, жорсткуваті, звисаючі, розеточні.
Суцвіття — колосоподібна густа циліндричної форми шорстка стиснута волоть (султан) 7-15 см завдовжки і 8-10 мм шириною. Колоски одноквіткові. Плід — плівчата зернівка, сріблясто-сіра, овальна, дрібна. Маса 1000 насінин 0,4-0,8 г.
Навесні відростає пізніше і повільніше від багатьох інших багаторічних трав. Період вегетації становить 85-130 днів. Перехресно-вітрозапильна рослина. Колоситься в середині — наприкінці червня, на насіння достигає в середині — кінці липня.
Тимофіївку можна сплутати з лисохвостом лучним (Alopecurus pratensis).

## Значення і застосування
Цінна трава і кормова рослина, використовується на зелений корм, сіно, сінаж, трав'яне борошно. Внесена до реєстру сільськогосподарських культур в Європейському Союзі.
Тимофіївка одна із найурожайніших і найпоживніших багаторічних злакових трав. В основному використовується для сінокосів, але витримує і випасання. У чистому вигляді і як компонент травосумішей використовується для пасовищ на вологих та осушених торфовищах. Придатна для вирощування на луках і в польових сівозмінах. У травостої утримується 3-5 років, повного розвитку досягає на другий рік росту. Урожайність сіна сягає 80 ц/га.